# Râul Baimac, Suceava
Râul Baimac, este un râu ce izvorăște din Dealul Arșicioara,  Raionul Storojineț, Ucraina, și se varsă în Râul Suceava.

## Hărți
- Harta județului Suceava